# Великобритания на летних Олимпийских играх 1912
На летних Олимпийских играх 1912 года Соединённое королевство Великобритании и Ирландии представляли 274 спортсмена (264 мужчины, 10 женщин). Они завоевали 10 золотых, 15 серебряных и 16 бронзовых медалей, что вывело сборную на 3-е место в неофициальном командном зачёте.

## Медалисты
| Медаль  | Спортсмен | Вид спорта            | Дисциплина                                                               |
| ------- | --- | --------------------- | ------------------------------------------------------------------------ |
| Золото  | Арнольд Джексон | Лёгкая атлетика       | Мужчины, 1500 м                                                          |
| Золото  | Дэвид Джейкобс Генри Макинтош Виктор д’Арси Вилли Эпплгарт | Лёгкая атлетика       | Мужчины, эстафета 4×100 м                                                |
| Золото  | Артур Берри Рональд Бребнер Томас Бёрн Джозеф Дайнс Эдвард Ханни Гордон Хор Артур Найт Генри Литтлуорт Иван Шарп Гарольд Уолден Вив Вудворд Дуглас Макуайтер Гарольд Стэмпер Эдвард Райт | Футбол                | Мужчины                                                                  |
| Золото  | Уильям Киннир | Академическая гребля  | Мужчины, одиночки                                                        |
| Золото  | Сидни Сван Лесли Уорлмелд Эдгар Бюргесс ДугласЭварт Хорсфолл Джеймс Гиллен Стенли Гартон Алистер Керби Филип Флеминг Генри Уэллс | Академическая гребля  | Мужчины, восьмёрки                                                       |
| Золото  | Джон Лессимор Роберт Мюррей Джозеф Пепе Уильям Пимм | Стрельба              | Мужчины, малокалиберная винтовка, 50 м, командное первенство             |
| Золото  | Изабелла Мур Дженни Флетчер Анни Спеэрс Ирэн Стиэр | Плавание              | Женщины, эстафета 4×100 м вольным стилем                                 |
| Золото  | Эдит Хэннем | Теннис                | Женщины, одиночный разряд в помещении                                    |
| Золото  | Эдит Хэннем Чарльз Диксон | Теннис                | Смешанный разряд в помещении                                             |
| Золото  | Чарльз Смит Джордж Корнет Джордж Уилкинсон Чарльз Багби Артур Хилл Пол Радмилович Исаак Бентхэм | Водное поло           | Мужчины                                                                  |
| Серебро | Эрнст Уэбб | Лёгкая атлетика       | Мужчины, ходьба на 10 км                                                 |
| Серебро | Фредерик Грабб | Велоспорт             | Мужчины, велогонка, личное первенство                                    |
| Серебро | Фредерик Грабб Леонард Мередит Чарльз Мосс Уильям Хэммонд | Велоспорт             | Мужчины, велогонка, командное первенство                                 |
| Серебро | Эдгар Селигман Артур Эверитт Мартин Холт Персиваль Дэвсон Роберт Монтгомерай Сидней Мартинё | Фехтование            | Мужчины, шпага, командное первенство                                     |
| Серебро | Джулиус Бересфорд Карл Верной Чарлз Раут Брюс Логен | Академическая гребля  | Мужчины, четвёрки с рулевым                                              |
| Серебро | Уильям Фисон Уильям Паркер Томас Гиллеспи Бьютфорт Бердекин Фредерик Питмен Артур Уиггинс Роберт Берн Чарлз Литтлджон Джон Уолкер | Академическая гребля  | Мужчины, восьмёрки                                                       |
| Серебро | Харкурт Оммундсен Генри Барр Эдвард Скилтон Джеймс Рэйд Эдвард Парнелл Артур Фалтон | Стрельба              | Мужчины, армейская винтовка, 200, 400, 500 и 600 м, командное первенство |
| Серебро | Уильям Милн | Стрельба              | Мужчины, малокалиберная винтовка, 50 м                                   |
| Серебро | Уильям Милн Уильям Стайлс Джозеф Пепе Уильям Пимм | Стрельба              | Мужчины, малокалиберная винтовка, 25 м, командное первенство             |
| Серебро | Джон Батт Уильям Гросвенор Гарольд Хамби Александр Мондер Чарльз Палмер Джордж Уитакер | Стрельба              | Мужчины, трап, командное первенство                                      |
| Серебро | Джон Хэтфилд | Плавание              | Мужчины, 400 м вольным стилем                                            |
| Серебро | Джон Хэтфилд | Плавание              | Мужчины, 1500 м вольным стилем                                           |
| Серебро | Чарльз Диксон | Теннис                | Мужчины, одиночный разряд в помещении                                    |
| Серебро | Хелен Эйтчисон Герберт Баррет | Теннис                | Смешанный разряд в помещении                                             |
| Серебро | Джон Сьюэлл Джон Шеферд Джозеф Доулер Александр Манро Эдвин Миллс Фредерик Хемфрис Матиас Хайнс Уолтер Чефф | Перетягивание каната  | Мужчины                                                                  |
| Бронза  | Вилли Эпплгарт | Лёгкая атлетика       | Мужчины, 200 м                                                           |
| Бронза  | Джордж Хатсон | Лёгкая атлетика       | Мужчины, 5000 м                                                          |
| Бронза  | Эрнест Хенли Джордж Никол Сирил Сидхаус Джеймс Соуттер | Лёгкая атлетика       | Мужчины, эстафета 4×400 м                                                |
| Бронза  | Джо Коттрилл Джордж Хатсон Уильям Мур Эдвард Оуэн Сирил Портер | Лёгкая атлетика       | Мужчины, командная гонка на 3000 м                                       |
| Бронза  | Эрнест Глоувер Фредерик Хиббинс Томас Хамфрис | Лёгкая атлетика       | Мужчины, командный кросс                                                 |
| Бронза  | Изабелла Уайт | Прыжки в воду         | Женщины, 10-м вышка                                                      |
| Бронза  | Альберт Беттс Уильям Коуиг Сидней Кросс Харольд Дикасон Херберт Джеймс Дрёри Бернард Франклин Леонард Хансон Самуэль Ходжеттс Чарльз Лак Уильям Маккюн Рональд Маклин Альфред Мессенджер Хенри Оберхользер Эдуард Пеппер Эдуард Уильям Поттс Реджинальд Поттс Джордж Джеймс Росс Чарльз Симмонс Артур Саузерн Уильям Титт Чарльз Вигёрс Самуэль Джон Уолкер Джон Уитакер | Спортивная гимнастика | Мужчины, командное первенство                                            |
| Бронза  | Гарольд Бёрт | Стрельба              | Мужчины, малокалиберная винтовка, 50 м                                   |
| Бронза  | Чарльз Стюарт | Стрельба              | Мужчины, произвольный пистолет, 50 м                                     |
| Бронза  | Чарльз Стюарт Хью Дюрант Альберт Кемпстер Горацио Поултер | Стрельба              | Мужчины, произвольный пистолет, 50 м, командное первенство               |
| Бронза  | Чарльз Стюарт Хью Дюрант Альберт Кемпстер Горацио Поултер | Стрельба              | Мужчины, дуэльный пистолет, 30 м, командное первенство                   |
| Бронза  | Перси Кортмэн | Плавание              | Мужчины, 400 м брассом                                                   |
| Бронза  | Уильям Фостер Томас Баттерсби Джон Хэтфилд Генри Тейлор | Плавание              | Мужчины, эстафета 4×200 м вольным стилем                                 |
| Бронза  | Дженни Флетчер | Плавание              | Женщины, 100 м вольным стилем                                            |
| Бронза  | Чарльз Диксон Альфред Бимиш | Теннис                | Мужчины, парный разряд в помещении                                       |
| Бронза  | Мэйбел Партон | Теннис                | Женщины, одиночный разряд в помещении                                    |

## Результаты соревнований

### Академическая гребля
Олимпийские соревнования по академической гребле проходили с 17 по 19 июля в центре Стокгольма в заливе Юргоргдсбруннсвикен. В каждом заезде стартовали две лодки. Победитель заезда проходил в следующий раунд, а проигравшие завершали борьбу за медали. Экипажи, уступавшие в полуфинале, становились обладателями бронзовых наград.
Мужчины
| Соревнование | Спортсмены    | Первый раунд                 | Четвертьфинал        | Полуфинал            | Финал                | Место |
| Соревнование | Спортсмены    | Соперник / Результат         | Соперник / Результат | Соперник / Результат | Соперник / Результат | Место |
| ------------ | ------------- | ---------------------------- | -------------------- | -------------------- | -------------------- | ----- |
| одиночки     | Уильям Киннир | GERК. Хофман В полторы длины | GERМ. Штанке В −8,9  | CANЭ. Батлер В −4,0  | BELП. Вейрман В −8,7 | 1     |